# Liste der Mitglieder der National Academy of Sciences/1902
Im Jahr 1902 wählte die National Academy of Sciences der Vereinigten Staaten 5 Personen zu ihren Mitgliedern.

## Neugewählte Mitglieder
- William Campbell (1862–1938)
- George Ellery Hale (1868–1938)
- Clinton H. Merriam (1855–1942)
- William Trelease (1857–1945)
- C. R. Van Hise (1857–1918)